# Die Dämonen (1977)
Die Dämonen ist ein vierteiliger deutscher Fernsehfilm nach dem gleichnamigen Roman von Fjodor Dostojewski. Die Titel der einzelnen Teile lauten:
1. Teil: Brautwerbungen
2. Teil: Das Duell
3. Teil: Die Brandstiftung
4. Teil: Der Mord

## Handlung
Die Handlung folgt im Wesentlichen der literarischen Vorlage: 

## Produktion
Die vier Teile von Die Dämonen wurden am 15., 17., 20. und 22. November 1977 im Ersten Programm der ARD zum ersten Mal ausgestrahlt. 2019 erschien der Film bei Pidax auf Doppel-DVD.
Der Film ist eine Koproduktion von ORF und NDR. Die Dreharbeiten fanden, abgesehen von Außenaufnahmen in Ungarn, im Studio Hamburg statt.

## Rezeption
„Die politischen Dimensionen bleiben über einen längeren Zeitraum noch allzu sehr in Andeutungen stecken, wohingegen die familiären Verwicklungen und Probleme anschaulich aufgerollt werden können. Aber auch die philosophischen Diskurse über Sozialismus und Atheismus kommen in Witts Inszenierung nicht zu kurz und nehmen einen entsprechenden Stellenwert ein. Noch heute beeindrucken die edlen Settings, Kostüme und Ausstattung sowie die gelungene Kameraarbeit Frank A. Banuschers, der interessante Perspektiven einnimmt und mit Reflexionen in Spiegeln spielt.“